# 김지연 (바이올린 연주자)
김지연(金誌姸, 1970년~)은 "Chee-Yun"이라는 이름으로 활동하는 대한민국의 여성 바이올린 연주자이다.

## 수상
- 1988년 줄리어드 음악원 협주곡 콩쿠르 우승
- 1993년 "난파"상
- 1990년 에이버리 피셔 커리어 그랜트 수상